# کوتوش
کوتوش (به لهستانی:  Kotusz) یک روستا در لهستان است که در گمینا کامینگتس واقع شده‌است.
 کوتوش  ۲۵۵ نفر جمعیت دارد.